# Яблунька (Сарненський район)
Я́блунька (до 1965 р. — Яблонка) — село в Україні, у Степанській селищній громаді Сарненського району Рівненської області. У поселенні 117 дворів, населення становить 264 осіб. До 2020 - орган місцевого самоврядування — Кузьмівська сільська рада.
У селі працюють: школа, ФАП, клуб, відділення зв'язку, два магазини.

## Географія
Село розташоване на правому березі річки Зульня.

## Історія
У 1906 році село Яблонка Степанської волості Рівненського повіту Волинської губернії. Відстань від повітового міста 66 верст, від волості 18. Дворів 94, мешканців 607.
Відповідно до Розпорядження Кабінету Міністрів України від 12 червня 2020 року № 722-р «Про визначення адміністративних центрів та затвердження територій територіальних громад Рівненської області» увійшло до складу Степанської селищної громади.

## Населення
За переписом населення 2001 року в селі мешкало 305 осіб. 100 % населення вказали своєї рідною мовою українську мову. Проживає 50 молодих людей до 17 років, від 18 до 39 — 68 чоловік, від 40 до 59 — 55, від 60 і більше — 91.